# Rosalinda
Rosalinda é uma telenovela mexicana dirigida por Beatriz Sheridan e produzida por Salvador Mejía para a Televisa e exibida pelo Canal de las Estrellas entre 1 de março e 18 de junho de 1999, substituindo El Privilegio de Amar e antecedendo Infierno en el Paraíso em 80 capitulos.
A história original é de Delia Fiallo e é um remake das tramas venezuelanas María Teresa e Rosangélica, produzidas em 1972 e 1993, respectivamente. 
A trama foi protagonizada por Thalía e Fernando Carrillo, com atuações estrelares de Angélica María, Manuel Saval e Laura Zapata e antagonizada por Nora Salinas, Jorge de Silva, Elvira Monsell e Lupita Ferrer.

## Enredo

### Primeira fase
Soledad Romero trabalha como secretária de Alfredo del Castillo e mantém uma relação com ele. Porém essa relação não é assumida, devido a diferença de classe social entre eles. Soledad desperta o interesse de José Fernando, o cunhado de Alfredo. Um certo dia, ele a sequestra, a fim de ter relações com ela. Alfredo vê e sai correndo atrás deles. 
Chegando num lugar distante, José Fernando tenta abusar de Soledad, mas é baleado pelas costas por Alfredo. Para proteger o amando, Soledad manda Alfredo fugir e assume a culpa pelo crime. Ela é condenada a 25 anos de prisão.
Na cadeia, Soledad descobre que está grávida. Ali mesmo ela dá a luz e entrega o bebê pra sua irmã Dolores cuidar. 

### Segunda Fase
20 anos se passam e Rosalinda Pérez Romero é uma bela jovem de bons sentimentos que trabalha como balconista na banca de flores do avô Florentino Rosas, pois sua mãe está muito doente e ela tem que ajudar seu pai, o bondoso Javier, nas despesas domésticas, juntamente com suas irmãs, a vaidosa Fedra e a afetuosa Lucy. O único que não faz nada é Beto, seu irmão, que é preguiçoso. Rosalinda não sabe, mas o que ela acredita serem seus pais e irmãos são na verdade seus tios e primos por parte de mãe, já que sua verdadeira mãe não tinha como cuidar dela na prisão e a deu para sua irmã.
Dolores fica muito doente e antes de morrer confessa a Javier que uma das três jovens não é sua filha, mas não consegue dizer qual é. Acreditando que sua esposa era infiel, Javier se torna um homem amargo que descarrega seu ódio nas três meninas e é injustamente afetuoso com Beto.
Enquanto isso, Soledad Romero devido ao seu bom comportamento é beneficiada com liberdade após cumprir 20 anos da sua pena. Sem saber pra onde ir, ela vai à casa onde morava sua irmã, tentar reencontrar a sua filha. Ao ver o dilema enfrentado por Javier, Soledad confessa que Dolores nunca o enganou. Para acabar com todas as dúvidas, ela revela que Rosalinda é sua filha. 
Enquanto isso, Rosalinda conhece Fernando José Altamirano del Castillo e se apaixona por ele, mas ele esconde dela que é milionário. Valeria del Castillo de Altamirano, mãe de Fernando José, é uma mulher má e possessiva, obcecada por seu único filho. O que Rosalinda não sabe é que ela é filha legítima de Alfredo del Castillo, o que a torna prima de Fernando José e sobrinha de Valéria e herdeira de 33,3% da fortuna Del Castillo. 
Rosalinda e Fernando José se casam e juntos tem uma filha chamada Erika. Pouco tempo depois, Fernando José descobre que Soledad, a mulher que ele acredita ser assassina do seu pai, é a verdadeira mãe de Rosalinda e se revolta contra ela pois acha que foi enganado. Valéria, aproveitando-se da situação, conta a Rosalinda toda a verdade sobre sua origem. Desesperada e sem rumo, Rosalinda sai correndo pela ruas. Ela é encontrada e devido aos traumas, a família decide interná-la num manicômio. 
Certo dia uma das pacientes brinca com fogo e provoca um incêndio no manicômio. Vários pacientes ficam feridos e desaparecidos e Rosalinda é dada como morta, pois todos pensam que o corpo encontrado no quarto é o dela. Na verdade, Rosalinda conseguiu escapar do fogo e agora vive nas ruas como uma sem teto. Durante o acidente, ela fica desmemoriada. 
Na rua, Rosalinda conhece Francisco Quiñones "El Miserias", um homem aproveitador que se utiliza dos outros para conseguir dinheiro. Ele utiliza Rosalinda para pedir dinheiro na rua e até praticar alguns roubos, em troca de um prato de comida. 
Numa dessas práticas, El Miserias leva Rosalinda para roubar a casa de Alex, um jovem caçador de talentos. Alex surpreende Rosalinda roubando sua casa, mas nada diz à polícia, pois acredita que a conhece de algum lugar. Rosalinda fica morando na casa de Alex e um certo tempo, ele decide lançá-la como cantora, mas como ela não recorda como se chama, utiliza o nome de Paloma Dorantes e rapidamente se torna uma estrela nacional. A aparição de Paloma causa um verdadeiro espanto na vida de todos que conheciam Rosalinda, pois todos pensam que se trata dela, mas ao mesmo tempo lembram da sua suposta morte.
Acreditando que Rosalinda estava morta, Fedra seduz Fernando José e consegue se casar com ele, e juntos criam Erika. Porém, inexplicalvelmente, Fernando José e Paloma começam a se apaixonar como se fosse a primeira vez. Isso causa bastante confusão na mente dos dois. 
Um certo diz, Paloma, atormentada por lembranças, sai correndo pela rua e é atropelada por um carro. Nesse momento, ela consegue recuperar a memória e tem agora o desafio de organizar sua vida de onde ela parou.

## Produção
Rosalinda foi a novela mais esperada do ano de 1999 no México. Thalía, que estava afastada das telenovelas, até por ter recusado o papel em La Usurpadora, já que alegou estar ocupada na época.
As gravações da novela iniciaram em 17 de dezembro de 1998. 
Lupita Ferrer, que foi protagonista da versão original da novela, Maria Teresa ficou engarregada de interpretar a vilã da história.  Valéria, que era esperada como a típica sogra malvada, ficou "artificial" e não convenceu. Não foi uma boa vilã como se esperava, pois a atriz estava muito morna e cômica em seu personagem. Para resolver a situação, a trama foi mudada e a personagem foi destinada para outro rumo para que a trama ficasse mais interessante: fazer parte do enredo de Beto e Aline.
Inicialmente a trama teria 120 capítulos, mas devido aos problemas, terminou com apenas 80. O adiantamento consistiu em apressar a revelação da identidade de Soledade Romero. Mais tarde trouxe Laura Zapata à trama, onde interpretou a verdadeira mãe de Fernando José.
O ator Fernando Carrillo causou mal estar nos bastidores, pois costumava chegar atrasado nas gravações. Cogitou-se dispensá-lo da trama e em seu lugar colocar o ator Juan Soler. Porém nada disso aconteceu.
No dia do último capítulo da novela houve um contratempo, pois houve uma falha de transmissão e o último capítulo teve de ser regravado no mesmo dia de exibição e e editado durante sua própria exibição.

## Elenco
- Thalía - Rosalinda Pérez Romero / Rosalinda del Castillo Romero / Paloma Dorantes
- Fernando Carrillo - Fernando José Altamirano del Castillo
- Lupita Ferrer - Valeria del Castillo vda. de Altamirano
- Nora Salinas - Fedra Pérez Romero (no Brasil: Vera)
- Angélica María - Soledad Romero vda. de Del Castillo / Marta
- Laura Zapata - Verónica del Castillo de Altamirano
- Esther Rinaldi - Abril Quiñones del Castillo
- Adriana Fonseca - Lucía "Lucy" Pérez Romero
- Manuel Saval - Alfredo del Castillo
- Miguel Ángel Rodríguez - Javier Pérez
- René Muñoz - Abuelo Florentino Rosas
- Jorge de Silva - Alberto "Beto" Pérez Romero
- Paty Díaz - Clarita Martínez
- Ninón Sevilla - Asunción
- Raúl Padilla "Chóforo" - Bonifacio
- Renata Flores - Zoila Barriga
- Víctor Noriega - Alejandro "Alex" Dorantes
- Elvira Monsell - Bertha Álvarez
- Anastasia - Alcira Ordóñez
- Eduardo Luna - Aníbal Rivera Pacheco
- Roberto "Flaco" Guzmán - Francisco Quiñones "El Miserias"
- Meche Barba - Angustias
- Sergio Reynoso - Agustín Morales
- Eugenio Bartilotti - Efrén
- Guillermo García Cantú - José Fernando Altamirano
- Eva Calvo - Úrsula Valdez
- Emiliano Lizárraga - Ramiro
- Eduardo Liñán - Demetrio Morales
- Sara Luz - Becky Rosas
- Tere López-Tarín - Natalia
- Tina Romero - Dolores Romero de Pérez
- Milagros Rueda - Celina Barriga (#1)
- Ivonne Montero - Celina Barriga (#2)
- Yessica Salazar - Pamela Iturbide
- Irma Torres - Julieta
- Julio Urreta - Ayala
- Liza Willert - Georgina
- Luz María Zetina - Luz María
- Alejandro Ávila - Gerardo Navarrete
- Jorge Pascual Rubio - Cosme
- Javier Ruán - Chuy
- Alberto Inzúa - Dr. Riveroll
- Ana María Aguirre - Enriqueta Navarrete
- Maricarmen Vela - Sor Emilia
- Sabine Moussier - Cristina
- María Morena - Luciana Díaz
- César Castro - Ismael
- Queta Lavat - Directora de la prisión
- Julio Monterde - Abogado
- Sara Montes - Sandra Pacheco de Rivera
- Ricardo Vera - Policia
- Ismael Larumbe - Policia
- Úrsula Murayama
- Rafael Amador - Doctor
- Guadalupe Bolaños - Enfermera de Rosalinda
- Juan Carlos Serrán - Medico de Rosalinda
- Héctor Del Puerto
- Teo Tapía - Rodrigo Lazaro
- Susana González
- Blanca Torres
- Albert Chávez - Periodista
- Mario Limantour - Celestino
- Ricardo Margaleff - Amigo de Beto
- Ricardo Villarreal - Contratante
- Benjamín Islas - Medico de Dolores
- Arturo Muñoz - Detective Torres
- Arturo Guízar - Abogado de Alex Dorantes
- Mario Sauret - Psiquiatra de Paloma
- José Antonio Estrada - Medico de Bertha
- Omar Espino - David
- Juan José Origel - Él mismo
- Los Ángeles Azules
- Aida Cuevas - Ella misma
- Carlos Cuevas - Él mismo
- Duilio Davino
- Liz Clapés
- Roberto Moltoc - Fernando José (niño)
- Juan Sobrado
- Martha Tirado
- Libia Regalado
- Yamil Sesine - Modesto
- Roy Zamudio
- Socorro Echavarría
- Gabriela Del Valle
- Carlos Samperio
- Eric Archundia

## Exibição

### No México
A trama era exibida de segunda à sexta no horário nobre. Foi reprisada pela TLNovelas entre 4 de julho e 21 de outubro de 2011, substituindo Tú y yo e sendo substituida por Rosa salvaje.
Foi reprisada pelo seu canal original entre 10 de fevereiro e 7 de março de 2014, em 20 capítulos, substituindo Fuego en la sangre e sendo substituída pela série Como dice el dicho no horário da tarde.

### No Brasil
No Brasil foi exibida no SBT na extinta sessão Tarde de Amor entre 23 de julho e 13 de novembro de 2001, em 82 capítulos, substituindo Amigos para sempre, e antecedendo A alma não tem cor.
Foi reprisada pela primeira vez pelo SBT de forma compacta entre 18 de maio e 16 de agosto de 2004, em 65 capítulos.
Foi exibida pelo canal pago TLN Network entre 25 de junho a 12 de outubro de 2012 substituindo A Usurpadora e sendo substituída por O privilégio de amar.
Foi reprisada pela segunda vez pelo SBT entre 18 de fevereiro a 11 de junho de 2013, em 81 capítulos na faixa Novelas da Tarde, substituindo Gotinha de amor, e antecedendo Marimar.

### Em Portugal
Foi exibida em Portugal pela RTP1 entre 17 de novembro de 2000 a 16 de fevereiro de 2001 e sendo substituída por Ramona.

## Audiência

### No México
Em sua exibição original, a trama teve audiência de 28,5 pontos.

### No Brasil
Em sua primeira exibição (2001) teve média de 11 pontos, sendo considerada um grande sucesso. 
Em sua primeira reprise, em 2004, a trama teve uma audiência mediana. Sua menor audiência foi 4 pontos, e a maior foi 9 pontos. Acabou com média geral de 6,72 pontos. 
Em sua última exibição de 2013, foi reprisada pelo SBT na faixa de novelas da tarde. O primeiro capítulo marcou 4 pontos. A trama no começo obteve resultados insatisfatórios para o horário, chegando a ter 3 pontos no decorrer e se estabelecendo na terceira colocação na Grande São Paulo. No decorrer, cresceu um pouco e se manteve com 5 pontos de média e garantindo a vice-liderança algumas vezes. Seu último capítulo concluiu 6 pontos de média e foi vice-líder isolado. Um dos fatores da baixa audiência no início foi devido a reprise fracassada de Jamais te Esquecerei que diminuiu a audiência do horário vespertino do SBT. 
Essa reprise teve média geral de 4,48 pontos, considerado um índice médio, menor que sua antecessora Gotita de amor que teve 4,72 pontos e sua sucessora Marimar que teve 5,26 pontos.

## Prêmios e Indicações

### Prêmio TVyNovelas2000
| Categoria                  | Indicado               | Resultado |
| -------------------------- | ---------------------- | --------- |
| Melhor Telenovela          | Salvador Mejía         | Indicado  |
| Melhor Atriz               | Thalia                 | Indicado  |
| Melhor ator                | Fernando Carrillo      | Indicado  |
| Melhor vilã                | Lupita Ferrer          | Indicado  |
| Melhor primeira atriz      | Angélica María         | Indicado  |
| Melhor primeiro ator       | Roberto "Flaco" Guzmán | Indicado  |
| Melhor Atriz coadjuvante   | Nora Salinas           | Indicado  |
| Melhor Ator coadjuvante    | Manuel Saval           | Indicado  |
| Melhor Atriz juvenil       | Ivonne Montero         | Indicado  |
| Melhor revelação masculina | Jorge de Silva         | Indicado  |

## Versões
- A rede venezuelana Venevisión fez a primeira versão dessa história em 1972. A novela se intitulou María Teresa, foi produzida por Enrique Cuzcó, dirigida por Grazio D'Angelo e estrelada por Lupita Ferrer e José Bardina.
- A produtora venezuelana Coral Producciones realizou em 1987 para o canal privado RCTV uma versão da novela intitulada Primavera, produzida por Daniel Andrade e estrelada por Gigi Zanchetta e Fernando Carrillo, que depois repetiu seu personagem em Rosalinda.
- A escritora Alicia Barrios fez sua própria versão dessa história e ela foi levada às telas em 1993 pela rede venezuelana Venevisión com o título Rosangélica, produzida por Marisol Campos, direção de Marcos Reyes Andrade e estrelada por Sonya Smith e Víctor Cámara.
- O canal filipino GMA-7 fez em 2009 uma adaptação desta novela com o mesmo título, Rosalinda, estrelada por Carla Abellana e Geoff Eigenmann.
- Fernando Carrillo e Lupita Ferrer reprisaram seus papéis de versões anteriores: Fernando também foi o protagonista de Primavera, enquanto Lupita já havia interpretado a mesma vilã em Rosangélica. Lupita também foi a protagonista da primeira versão da trama, María Teresa.